# Nueve de Julio (Schiff)
Der Geschützte Kreuzer ARA Nueve de Julio der argentinischen Marine war der zweite Kreuzer, den diese im März 1892 bei Armstrong, Mitchell & Co erwarb. Mit drei neuen Kreuzern bis 1896 war Argentinien einer der stärksten Nutzer des sogenannten Elswick-Kreuzers, bevor es sich vorrangig der Beschaffung von Panzerkreuzern der Garibaldi-Klasse aus italienischer Produktion zuwandte.
Die Nueve de Julio hatte abweichend von der sehr ähnlichen Veinticinco de Mayo kein schweres Bug- und Heckgeschütz, sondern vier 152-mm-Schnellfeuergeschütze, von denen je eines als Bug- und Heckgeschütz dienten und die beiden anderen hinter der Brücke seitlich aufgestellt waren. Nach der 1889 an Italien gelieferten Piemonte war sie der zweite Elswick-Kreuzer, auf dem nur Schnellfeuergeschütze installiert wurden.

1930 wurde die Nueve de Julio gestrichen.

## Baugeschichte
Die Nueve de Julio wurde als Spekulationsbau begonnen und erst im Mai 1892 von Argentiniens Botschafter in Großbritannien, Luis Domínguez, zum Preis von 293.000 Pfund angekauft, da die Spannungen mit Chile wegen der Auslegung des Grenzvertrages von 1881 anhielten. Sie hatte zwei dünnere und höhere Schornsteine als die vorangehende Veinticinco de Mayo und auch zwei Masten, die Gefechtsmarse hatten. Mit 106,7 m Länge zwischen den Loten war sie 6 m länger als der Vorgängerkreuzer und maß über alles 113,5 m und verfügte über eine wasserdichte Abteilung mehr. Der Stahlrumpf hatte wieder einen ausgebildeten Rammsporn aber eine abweichende Heckform.
Ihre beiden vierzylindrigen Dampfmaschinen lieferten mit 13000 PS bei natürlichem Zug und 14500 PS bei künstlichem Zug. Damit ermöglichten sie bei den Abnahmetests 21,2 kn über sechs Stunden beziehungsweise eine Höchstgeschwindigkeit über vier Stunden von 22,74 Knoten.
Die Nueve de Julio erhielt nicht die schweren Krupp-Kanonen ihrer Vorgängerin, sondern dafür vier 152-mm-L/40-Armstrong-Schnellfeuergeschütze, die einzeln als Bug bzw. Heckgeschütz hinter Schutzschilden sowie seitlich kurz hinter dem vorderen Mast aufgestellt als erste Kanonen der Seitenbatterie, die auch am Bugfeuer teilhaben konnten. Dazu kamen auf jeder Seite je vier 120-mm-Armstrong-Kanonen in etwas ausladenden Stellungen ebenfalls hinter Schutzschilden. Je zwölf 47-mm- und 37-mm-Schnellfeuerkanonen vom Typ Hotchkiss, die Armstrong in Lizenz fertigte, waren auf dem Oberdeck verteilt und in den Gefechtsmarsen der beiden Maste installiert. Fünf Torpedorohre ergänzten die Bewaffnung, die Überwasser im Bug und seitlich eingebaut wurden.
Die Nueve de Julio hatte ein gewölbtes Panzerdeck, dessen Wölbung zwischen den beiden Masten am stärksten war, von 113 mm Stärke und bis zu 127 mm Stärke über den Maschinen.
Sie lief am 26. Juli 1892 vom Stapel und wurde Nueve de Julio nach argentinischen Unabhängigkeitstag (9. Juli 1816) benannt. Sie führte als neuntes Schiff der argentinischen Marine diesen Namen. Am 24. Januar 1893 begann der Kreuzer seine Abnahmetests und wurde am 27. Januar 1893 von Argentinien in Großbritannien übernommen. Kapitän wurde Martín Rivadavia, der 1892 mit dem argentinischen Geschwader zu den Feiern zur Entdeckung Amerikas mit ersten Besatzungsteilen als Kommandant der Veintecinco de Mayo nach Europa gekommen war.

## Einsatzgeschichte
Die Nueve de Julio verließ am 2. April 1893 die Tynemündung und lief durch die Straße von Dover und bei schlechtem Wetter über den Atlantik zur Azoreninsel São Miguel, die am 9. April erreicht wurde. Am 10. ging es weiter nach New York zur dortigen 400-Jahr-Feier der Entdeckung Amerikas durch Christoph Kolumbus. Der Kreuzer nahm an der Flottenparade am 25. April 1893 teil, zu der neben der amerikanischen Flotte auch Kriegsschiffe anderer Marinen eingetroffen waren. Als offizieller Vertreter Argentiniens befand sich Kommodore Enrique Guillermo Howard (1852–1913) an Bord des Kreuzers, dessen Bauaufsichtoffizier er gewesen war. Nach den Feierlichkeiten lief der Kreuzer über Saint Thomas, Martinique, Bahia und Rio de Janeiro bis zum 29. Juni nach Buenos Aires.

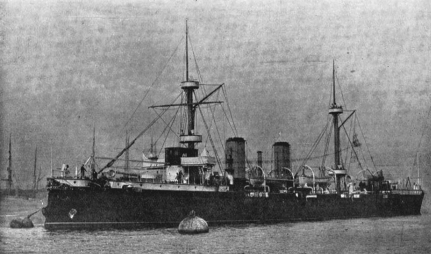
Kreuzer Veinticinco de Mayo

In den folgenden Jahren war der Kreuzer im Flottendienst in der meisten Zeit im Gebiet des Río de la Plata eingesetzt und musste zu Überholungen in der Regel Montevideo – wegen der Möglichkeit, dort ins Dock zu gehen – aufsuchen. 1895 lief er zum heutigen Puerto Belgrano nahe Bahía Blanca, wo die argentinische Marine ab dem folgenden Jahr unter dem Namen Puerto Militar einen neuen Kriegshafen bauen ließ, der später ihr Hauptstützpunkt wurde. 1896 machte der Kreuzer dann als Teil der 1. Division des operativen Geschwaders eine weitere 80-tägige Fahrt noch weiter nach Süden bis zum Golfo Nuevo bei Puerto Madryn zusammen mit dem Kreuzer Veinticinco de Mayo, dem Panzerschiff Almirante Brown, dem Küstenpanzerschiff Libertad und dem Leichten Kreuzer Patria. Vom 24. August bis zum 23. Oktober folgte eine Reise nach Río de Janeiro zusammen mit der Almirante Brown, der Veinticinco de Mayo und dem Kreuzer Patagonia.

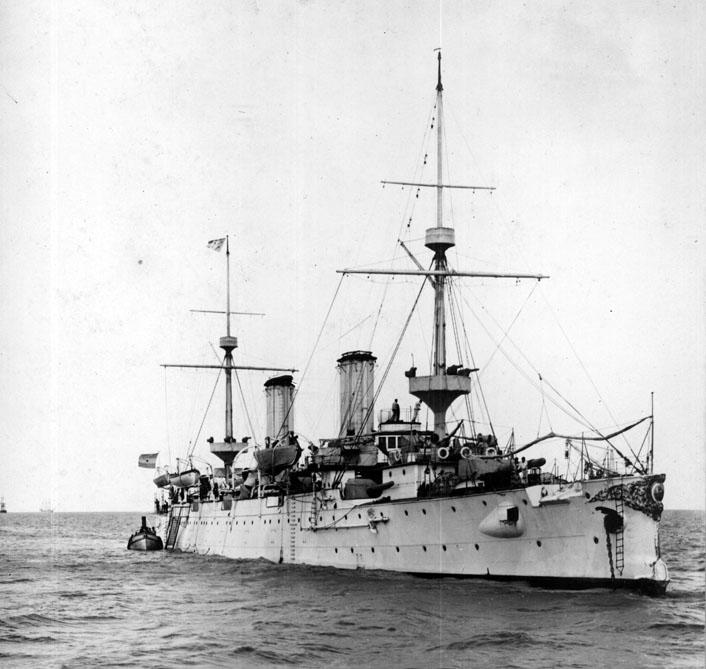
Der Kreuzer Buenos Aires

1897 bildete Nueve de Julio mit dem neuen Elswick-Kreuzer Buenos Aires, der Veinticinco de Mayo und dem Torpedobootszerstörer Espora die erste Division der Flotte und wurde im Oktober Flaggschiff des Ausbildungsverbandes, dem auch die Almirante Brown, die Veinticinco de Mayo, die Libertad und die Patria angehörten. Bis sie im Mai 1902 der Reserve zugeteilt wurde, machte die Nueve de Julio überwiegend Reisen im La Plata-Bereich, nahm aber auch an Flottenmanövern vor Bahia Blanca teil. Das Manöver von 1899 im Südatlantik führte sie bis nach Ushuaia am Beagle-Kanal.
Immer wieder für Schulungsfahrten aktiviert, lief sie am 29. September 1905 auf einer Brasilienreise in der Bucht von Itá Pocoroya auf, kam aber mit Unterstützung der Independencia und der Veinticinco de Mayo wieder frei.
1910 feierte Argentinien den 100. Jahrestag seiner Unabhängigkeit. Die Marine stellte wieder eine zweite Division auf, der auch die Nueve de Julio angehörte und machte Anfang des Jahres zum Teil mit der Veintecinco de Mayo eine Reise nach Mar del Plata, Cabo Raso nahe Rawson, Puerto Santa Cruz, Estrecho de Le Maire, zur Bucht von Buen Suceso/Feuerland, Ushuaia, Kap Hoorn und Puerto Madryn durchgeführte.
Die Division nahm dann an den Feierlichkeiten in Buenos Aires teil, die von etlichen ausländischen Kriegsschiffen besucht wurden. Danach wurde die Besatzung des Kreuzers reduziert. 1911 nahm er in Montevideo an den Feierlichkeiten zum Nationalfeiertag Uruguays teil. Ab 1912 diente er wieder als Schulschiff und diente ab Ende des Jahres 1913 der Grundausbildung von Neuzugängen für das im Zulauf befindlichen Schlachtschiffs Rivadavia.
Im Oktober 1916 marschierte die Nueve de Julio mit anderen Einheiten nach Puerto Madryn, um die argentinische Neutralität im Ersten Weltkrieg sicherzustellen. 1917 und 1918 bildete sie mit den Schlachtschiffen Moreno und Rivadavia die 1. Division der Flotte. Am 28. September war sie in Comodoro Rivadavia zur Unterdrückung eines Streiks der Ölarbeiter und überprüfte die Situation der in Puerto Madryn liegenden deutschen Schiffe. 1919 wurde der Kreuzer wieder der 2. (Ausbildungs-)Division zugewiesen. Im Juli 1922 wurde der Schulkreuzer nach Ushuaia, um befürchtete Aufstände zu unterdrücken.

## Endschicksal derNueve de Julio
1925 begann die Abrüstung des Schiffes und ab Oktober 1926 diente es der Torpedo-Schule als Wohnschiff. Am 23. Oktober 1930 wurde die Nueve de Julio formell außer Dienst gestellt. Danach begann auch der Abbruch des Schiffes. Am 18. August 1938 sank der verbliebene Rest des Schiffes, der erst 1947 gehoben werden konnte und dann endgültig abgebrochen wurde.

## Weiterer Namensträger
Den Namen Nueve de Julio erhielt nach dem Elswick-Kreuzer noch ein weiteres Schiff der Argentinischen Marine:
- der Kreuzer Nueve de Julio (C-5), der ehemaligen US-amerikanischen Boise (CL-47) der der Brooklyn-Klasse, der von 1951 bis 1978 im Dienst der Armada Argentina stand und mit seinem Schwesterschiff General Belgrano ex Phoenix (CL-46) eine Klasse bildete.